# Draft de la NBA Development League de 2005
El Draft de la NBA Development League de 2005 se celebró el día 3 de noviembre de 2005. Constó de 10 rondas.

## Selecciones del draft
| PG | Base | SG | Escolta | SF | Alero | PF | Ala Pívot | C | Pívot |

### Primera ronda
| Pick | Jugador       | Pos.      | Nacionalidad   | Equipo                  | Universidad / Club |
| ---- | ------------- | --------- | -------------- | ----------------------- | ------------------ |
| 1    | Andre Barrett | Base      | Estados Unidos | Florida Flame           | Seton Hall         |
| 2    | Nigel Dixon   | Pívot     | Estados Unidos | Fayetteville Patriots   | Western Kentucky   |
| 3    | Ime Udoka     | Pívot     | Nigeria        | Fort Worth Flyers       | Portland State     |
| 4    | Harvey Thomas | Alero     | Estados Unidos | Arkansas RimRockers     | Baylor             |
| 5    | Will Bynum    | Base      | Estados Unidos | Roanoke Dazzle          | Georgia Tech       |
| 6    | Chuck Hayes   | Ala-Pívot | Estados Unidos | New Mexico Thunderbirds | Kentucky           |
| 7    | Bernard King  | Base      | Estados Unidos | Tulsa 66ers             | Texas A&M          |
| 8    | Jamar Smith   | Alero     | Estados Unidos | Austin Toros            | Maryland           |

### Segunda ronda
| Pick | Jugador           | Pos.      | Nacionalidad   | Equipo                  | Universidad / Club        |
| ---- | ----------------- | --------- | -------------- | ----------------------- | ------------------------- |
| 1    | Ricky Shields     | Escolta   | Estados Unidos | Florida Flame           | Rutgers                   |
| 2    | Erik Daniels      | Alero     | Estados Unidos | Fayetteville Patriots   | Kentucky                  |
| 3    | Luke Schenscher   | Pívot     | Australia      | Fort Worth Flyers       | Georgia Tech              |
| 4    | James Lang        | Pívot     | Estados Unidos | Arkansas RimRockers     | Central Park Christian HS |
| 5    | Jeremy McNeil     | Ala-Pívot | Estados Unidos | Roanoke Dazzle          | Syracuse                  |
| 6    | Marcus Taylor     | Base      | Estados Unidos | New Mexico Thunderbirds | Michigan State            |
| 7    | Mustafa Al-Sayyad | Pívot     | Sudán del Sur  | Tulsa 66ers             | Fresno State              |
| 8    | Ezra Williams     | Escolta   | Estados Unidos | Austin Toros            | Georgia                   |

### Tercera ronda
| Pick | Jugador             | Pos.    | Nacionalidad   | Equipo                  | Universidad / Club  |
| ---- | ------------------- | ------- | -------------- | ----------------------- | ------------------- |
| 1    | Kyle Bailey         | Escolta | Estados Unidos | Florida Flame           | Santa Clara         |
| 2    | Norman Richardson   | Escolta | Estados Unidos | Fayetteville Patriots   | Hofstra             |
| 3    | Vonteego Cummings   | Base    | Estados Unidos | Fort Worth Flyers       | Pittsburgh          |
| 4    | Myron Allen         | Base    | Estados Unidos | Arkansas RimRockers     | Fargo-Moorhead Beez |
| 5    | Andreas Glyniadakis | Pívot   | Grecia         | Roanoke Dazzle          | Olympiacos BC       |
| 6    | Ken Johnson         | Pívot   | Estados Unidos | New Mexico Thunderbirds | Ohio State          |
| 7    | Desmon Farmer       | Escolta | Estados Unidos | Tulsa 66ers             | Southern California |
| 8    | Jeff Hagen          | Pívot   | Estados Unidos | Austin Toros            | Minnesota           |

### Cuarta ronda
| Pick | Jugador            | Pos.      | Nacionalidad   | Equipo                  | Universidad / Club     |
| ---- | ------------------ | --------- | -------------- | ----------------------- | ---------------------- |
| 1    | Jonathan Moore     | Ala-Pívot | Alemania       | Florida Flame           | North Carolina Central |
| 2    | Robb Dryden        | Pívot     | Estados Unidos | Fayetteville Patriots   | Georgia                |
| 3    | Deji Akindele      | Pívot     | Nigeria        | Fort Worth Flyers       | Chicago State          |
| 4    | Adam Sonn          | Pívot     | Estados Unidos | Arkansas RimRockers     | Belmont                |
| 5    | Anthony Grundy     | Escolta   | Estados Unidos | Roanoke Dazzle          | North Carolina State   |
| 6    | T.J. Cummings      | Alero     | Estados Unidos | New Mexico Thunderbirds | UCLA                   |
| 7    | Otis George        | Alero     | Estados Unidos | Tulsa 66ers             | Louisville             |
| 8    | Ryan Forehan-Kelly | Escolta   | Estados Unidos | Austin Toros            | California             |

### Quinta ronda
| Pick | Jugador          | Pos.    | Nacionalidad   | Equipo                  | Universidad / Club |
| ---- | ---------------- | ------- | -------------- | ----------------------- | ------------------ |
| 1    | George Leach     | Pívot   | Estados Unidos | Florida Flame           | Indiana            |
| 2    | Mark Karcher     | Alero   | Estados Unidos | Fayetteville Patriots   | Temple             |
| 3    | Brandon Robinson | Alero   | Estados Unidos | Fort Worth Flyers       | Auburn             |
| 4    | Ed McCants       | Base    | Estados Unidos | Arkansas RimRockers     | Milwaukee          |
| 5    | Nick Billings    | Pívot   | Estados Unidos | Roanoke Dazzle          | Binghamton*        |
| 6    | Cory Hightower   | Escolta | Estados Unidos | New Mexico Thunderbirds | Indian Hills CC    |
| 7    | Seamus Boxley    | Alero   | Estados Unidos | Tulsa 66ers             | Portland State     |
| 8    | Neil Fingleton   | Pívot   | Inglaterra     | Austin Toros            | California         |